# Ante Branko Periša
Fra Ante Branko Periša (Krković, 14. listopada 1953., hrvatski rimokatolički svećenik, franjevac Franjevačke provincije Presvetoga Otkupitelja, akademski slikar.

## Životopis
Rodio se je 1953. godine u Krkoviću od oca Mile i majke Marije rođ. Podrug. Osnovnu školu završio je u Krkoviću i Bribirskim Mostinama. U Sinju je završio klasičnu gimnaziju u Sinju. Filozofsko-teološki studij završio je u Makarskoj i Zagrebu, gdje je diplomirao 1979. godine. 1. srpnja 1979. u Otoku kod Sinja zaredio se je za svećenika Franjevačke provincije Presvetoga Otkupitelja. Obnašao je dužnost župnika župe Pohođenja Marijina u Podaci i župe Sv. Jurja u Drveniku. Studirao je slikarstvo na likovnoj akademiji Accademia Delle Belle Arti u Rimu. Bio je u klasi prof. Di Coste. Godine 1986. diplomirao na sveučilišnom dodiplomskom studiju slikarstva i stekao je naslov akademskoga slikara. Predavao je na više crkvenih ustanova: u Makarskoj na Franjevačkoj visokoj bogosloviji, u Splitu na Teologiji i na Nadbiskupijskoj klasičnoj gimnaziji Don Frane Bulića u Splitu, na Franjevačkoj klasičnoj gimnaziji u Sinju. Vanjski je suradnik na Katoličkomu bogoslovnom fakultetu Sveučilišta u Splitu pd 1999. godine.
Član je Vijeća za liturgiju i umjetnost Splitsko-makarske nadbiskupije, Hrvatskoga društva likovnih umjetnika (HDLU) u Splitu, Matice hrvatske u Splitu i Hrvatskoga kulturnoga društva Napredak u Splitu.
Pored crkvenih poslova, bavi se slikarstvom. Slikarska znanja primjenjuje u uređivanjima crkvenih interijera i likovnim oblikovanjima knjiga. Priređuje izložbe. Osim toga, piše na temu slikarstva, t.j. o sakralnoj umjetnosti piše znanstvene članke i rasprave.